# بيت دريك
بيت دريك (بالإنجليزية: Pete Drake)‏ هو منتج أسطوانات وعازف قيثارة وموسيقي وملحن أمريكي، ولد في 8 أكتوبر 1932 في أوغستا في الولايات المتحدة، وتوفي في 29 يوليو 1988 في ناشفيل في الولايات المتحدة بسبب سرطان الرئة.

## وصلات خارجية
- الموقع الرسمي
- بيت دريك على موقع IMDb (الإنجليزية)
- بيت دريك على موقع ميوزك برينز (الإنجليزية)
- بيت دريك على موقع ديسكوغز (الإنجليزية)